# Сийон-Мозеллан
Сийон-Мозеллан (фр. Canton du Sillon mosellan) — кантон на северо-востоке Франции в регионе Гранд-Эст (бывший Эльзас — Шампань — Арденны — Лотарингия), департамент Мозель, округ Мец. Впервые кантон образован 22 марта 2015 года в качестве административного центра для 7 коммун, в том числе и Мезьер-ле-Мец.

## История
Кантон Сийон-Мозеллан — новая единица административно-территориального деления Франции (департамент Мозель, округ Мец), созданная декретом от 18 февраля 2014 года. Новая норма административного деления вступила в силу на первых региональных (территориальных) выборах (новый тип выборов во Франции). Таким образом, единые территориальные выборы заменяют два вида голосования, существовавших до сих пор: региональные выборы и кантональные выборы (выборы генеральных советников). Первые выборы такого типа, на которых избирают одновременно и региональных советников (членов парламентов французских регионов) и генеральных советников (членов парламентов французских департаментов) состоялись в коммуне Мезьер-ле-Мец 22 марта 2015 года. Эта дата официально считается датой создания нового кантона. Начиная с этих выборов, советники избираются по смешанной системе (мажоритарной и пропорциональной). Избиратели каждого кантона выбирают Совет департамента (новое название генерального Совета): двух советников разного пола. Этот новый механизм голосования потребовал перераспределения коммун по кантонам, количество которых в департаменте уменьшилось вдвое с округлением итоговой величины вверх до нечётного числа в соответствии с условиями минимального порога, определённого статьёй 4 закона от 17 мая 2013 года. В результате пересмотра общее количество кантонов департамента Мозель в 2015 году уменьшилось с 51-го до 27-ти.
Советники департаментов избираются сроком на 6 лет. Выборы территориальных и генеральных советников проводят по смешанной системе: 80 % мест распределяется по мажоритарной системе и 20 % — по пропорциональной системе на основе списка департаментов. В соответствии с действующей во Франции избирательной системой для победы на выборах кандидату в первом туре необходимо получить абсолютное большинство голосов (то есть больше половины голосов из числа не менее 25 % зарегистрированных избирателей). В случае, когда по результатам первого тура ни один кандидат не набирает абсолютного большинства голосов, проводится второй тур голосования. К участию во втором туре допускаются только те кандидаты, которые в первом туре получили поддержку не менее 12,5 % от зарегистрированных и проголосовавших «за» избирателей. При этом для победы во втором туре выборов достаточно простого большинства (побеждает кандидат, набравший наибольшее число голосов).

## Состав кантона
Новый кантон в составе нового округа Мец сформирован 22 марта 2015 года в качестве административного центра для 7 коммун в связи с ликвидацией кантонов Вуаппи и Мезьер-ле-Мец. В результате административной реформы 5 коммун передано из состава упразднённого кантона Мезьер-ле-Мец: Агонданж, Оконкур, Мезьер-ле-Мец, Семекур и Таланж и ещё 2 коммуны переданы из состава упразднённого кантона Вуаппи: Вуаппи и Ла-Макс. По данным INSEE, кантон Сийон-Мозеллан включает в себя 7 коммун, площадь кантона — 50,35 км², численность населения — 44 119 человек (2013), плотность населения — 876,3 чел/км².
| Код INSEE | Коммуна       | Французское название | Почтовый индекс | Площадь, км² | Население (2013) | Плотность, чел/км² |
| --------- | ------------- | -------------------- | --------------- | ------------ | ---------------- | ------------------ |
| 57283     | Агонданж      | Hagondange           | 57300           | 5,5          | 9405             | 1710               |
| 57303     | Оконкур       | Hauconcourt          | 57280           | 7,9          | 551              | 70                 |
| 57433     | Мезьер-ле-Мец | Maizières-lès-Metz   | 57280           | 8,92         | 11233            | 1274               |
| 57452     | Ла-Макс       | La Maxe              | 57140           | 7,55         | 868              | 115                |
| 57645     | Семекур       | Semécourt            | 57280           | 2,3          | 907              | 394                |
| 57663     | Таланж        | Talange              | 57525           | 3,7          | 7660             | 2070               |
| 57751     | Вуаппи        | Woippy               | 57140           | 14,58        | 13 495           | 926                |